# Joël Santoni
Pour les articles homonymes, voir Santoni.
Joël Santoni, né le 5 novembre 1943 à Fès (Maroc) et mort le 18 avril 2018 dans le 19e arrondissement de Paris, est un réalisateur et scénariste français.

## Biographie

### Carrière
Joël Santoni réalise ses deux premiers films en 1974 mais c'est le troisième, Les Œufs brouillés, qui le révèle au grand public. Le film bénéficie d'une distribution prestigieuse : Jean Carmet, Anna Karina, Jean-Claude Brialy et Jean-Pierre Cassel. En 1979, il dirige Catherine Deneuve dans Ils sont grands, ces petits.
Dans les années 1980, il réalise le thriller Mort un dimanche de pluie sorti en 1986 réunissant Jean-Pierre Bacri, Nicole Garcia, Jean-Pierre Bisson et Dominique Lavanant, puis au début des années 90 se tourne vers la télévision. Il réalise en 1992 la série Une famille formidable, interprétée par Bernard Le Coq et Anny Duperey. Il dirige Jean Rochefort dans Clara et son Juge, et ses acteurs-fétiches Anny Duperey dans La Vocation d'Adrienne et Le Prix de la vérité, et Bernard Le Coq dans Désobéir entre autres.

### Mort
Il meurt à l'âge de 74 ans le 18 avril 2018 dans le 19e arrondissement de Paris,. Incinéré au crématorium du cimetière du Père-Lachaise, ses cendres sont ensuite inhumées au cimetière de Prazeres à Lisbonne.

## Filmographie

### Cinéma
- 1974 : Les Yeux fermés
- 1974 : La Course en tête
- 1976 : Les Œufs brouillés
- 1979 : Ils sont grands, ces petits
- 1986 : Mort un dimanche de pluie

### Box-office
| Film                        | Année | Entrées         |
| --------------------------- | ----- | --------------- |
| Les Œufs brouillés          | 1976  | 532 868 entrées |
| Ils sont grands, ces petits | 1979  | 298 645 entrées |
| Mort un dimanche de pluie   | 1986  | 147 784 entrées |
| Les Yeux fermés             | 1974  | 30 013 entrées  |

### Télévision
- 1980 : Sam et Sally ;
- 1981 : Les Héroïques ;
- 1989 : Les Sœurs du Nord ;
- 1992-2018 : Une famille formidable ;
- 1996 : 17 ans et des poussières ;
- 1997 : Cassidi et Cassidi : Le Démon de midi ;
- 1997 : Cassidi et Cassidi : Le Prix de la liberté ;
- 1997 : Clara et son Juge ;
- 1998 : Maintenant et pour toujours ;
- 1999-2000 : La Vocation d'Adrienne ;
- 2001 : Le Prix de la vérité ;
- 2004 :  Les Copains d'abord ;
- 2008 : Désobéir ;
- 2013 : Marge d'erreur.

### Documentaire
- 2007 : Ces fromages qu’on assassine, avec Jean-Charles Deniau[8].

## Décorations
- 2011 :  Chevalier de l'ordre des Arts et des Lettres[9].